# Герб Камеруну

Проект Герба Камеруну, 1914 рік

Герб Камеруну був прийнятий у 1986 році.
Герб складається з щита із написами англійською та французькою мовами вище і нижче нього. За щитом дві перетині фасції. Щит такого ж кольору як і прапор Камеруну. В центрі розташована схематична мапа країни. Ваги правосуддя звисають поверх мапи країни.
Зверху назва країни і дата проголошення незалежності представлені французькою мовою. Знизу надпис девізу: «Paix, Travail, Patrie». Фасції є символом влади в республіці, а ваги правосуддя — представляють справедливість.